# Roberto Poluzzi
Roberto Poluzzi (Milano, 16 ottobre 1936) è un ex calciatore italiano, di ruolo attaccante.

## Statistiche

### Presenze e reti nei club
| Stagione        | Club            | Campionato | Campionato | Campionato |
| Stagione        | Club            | Comp       | Pres       | Reti       |
| --------------- | --------------- | ---------- | ---------- | ---------- |
| 1957-1958       | Inter           | Serie A    | 1          | 0          |
| 1958-1960       | Como            | Serie B    | 4          | 1          |
| Totale Inter    | Totale Inter    |            | 1          | 0          |
| Totale Como     | Totale Como     |            | 4          | 1          |
| Totale carriera | Totale carriera |            | 5          | 1          |